# Tetragoniceps scotti
Tetragoniceps scotti is een eenoogkreeftjessoort uit de familie van de Tetragonicipitidae. De wetenschappelijke naam van de soort is voor het eerst geldig gepubliceerd in 1911 door Sars G.O..